# Ле-Шені
Ле-Шені (фр. Le Chenit) — громада  в Швейцарії в кантоні Во, округ Юра-Нор-Водуа.

## Географія
Громада розташована на відстані близько 100 км на захід від Берна, 32 км на захід від Лозанни.
Ле-Шені має площу 99,2 км², з яких на 3,1% дозволяється будівництво (житлове та будівництво доріг), 28,7% використовуються в сільськогосподарських цілях, 66,4% зайнято лісами, 1,8% не є продуктивними (річки, льодовики або гори).

## Демографія
2019 року в громаді мешкало 4642 особи (+7,3% порівняно з 2010 роком), іноземців було 26,1%. Густота населення становила 47 осіб/км².
За віковим діапазоном населення розподілялося таким чином: 20,2% — особи молодші 20 років, 57,2% — особи у віці 20—64 років, 22,6% — особи у віці 65 років та старші. Було 2157 помешкань (у середньому 2,1 особи в помешканні).
Із загальної кількості 6190 працюючих 72 було зайнятих в первинному секторі, 4295 — в обробній промисловості, 1823 — в галузі послуг.